# Ukrain

Ukrain – die hier gezeigte und vom Hersteller beanspruchte Struktur konnte in unabhängigen Untersuchungen nicht reproduziert werden.

Ukrain ist ein  von der Wiener Firma Nowicky Pharma vertriebener und deren eigener Angabe zufolge „spezieller flüssiger Schöllkrautwurzelextrakt“. Trotz fehlender Zulassung als Arzneimittel in EU-Ländern, der Schweiz oder auch anderen westlichen Industrieländern propagiert Nowicky Ukrain zur Behandlung verschiedener Krebsformen. In Österreich wurde ein 1986 gestellter Zulassungsantrag vom damals zuständigen Bundesministerium für Gesundheit und Konsumentenschutz im Juni 1995 abgelehnt. 2011 warnte das österreichische Bundesamt für Sicherheit im Gesundheitswesen (BASG) vor der Anwendung von Ukrain, das in verschiedenen EU-Staaten ungesetzlich vermarktet wird. Das deutsche Bundesinstitut für Arzneimittel und Medizinprodukte (BfArM) stufte Ukrain 2013 als bedenkliches Arzneimittel ein, weswegen das Inverkehrbringen und die Anwendung an Patienten in Deutschland ausnahmslos verboten sind.

## Inhaltsstoffe

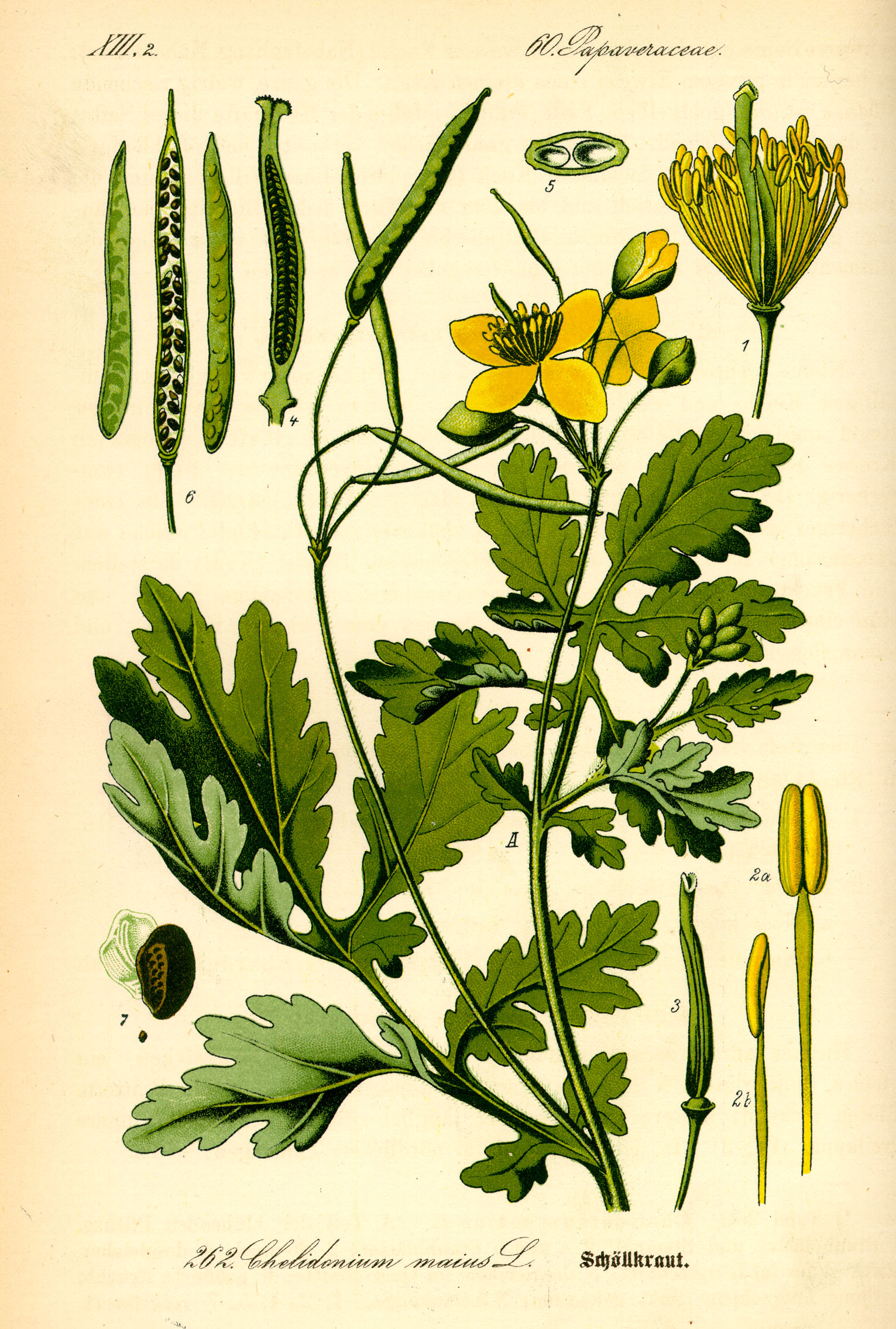
Schöllkraut (Chelidonium majus)

Gemäß einer Patentschrift soll es sich bei dem Wirkstoff um ein halbsynthetisches Konjugationsprodukt aus Thiotepa und Schöllkrautalkaloiden handeln. Ein Eintrag in der PubChem-Datenbank zeigt ein Konjugationsprodukt von Thiotepa mit drei Chelidonin-Molekülen. Eine massenspektrometrische Untersuchung an der Universität Tübingen fand jedoch weder Thiotepa noch Thiotepaverbindungen in Ukrain. Das Produkt bestand vielmehr aus einem Gemisch von Alkaloiden des Schöllkrauts (Chelidonium majus): Hauptbestandteile waren Protopin, Chelidonin, Allocryptopin, Sanguinarin und Chelerythrin. Eine ähnliche Vermutung wurde bereits im Jahre 2000 durch eine südafrikanische Arbeitsgruppe geäußert. Eine Gegendarstellung von Nowicky Pharma erfolgte nicht.
Ob standardisierte Extrakte des Schöllkrauts für die Herstellung von Ukrain eingesetzt werden, ist nicht bekannt. Es ist auch nicht bekannt, ob die Zusammensetzung von Ukrain seit seiner Erstbeschreibung konstant geblieben ist.

## Zugeschriebene Wirkungen

### Wirkmechanismus
Aufgrund der Arbeiten der Tübinger Arbeitsgruppe ist davon auszugehen, dass die Wirkungen von Ukrain den Schöllkrautalkaloiden als bekannten Mitosegiften, insbesondere dem Chelidonin, zuzuschreiben sind.
Das Stoffgemisch führte bei Zelllinien von soliden menschlichen Tumoren sowie von Lymphomen zum programmierten Zelltod (Apoptose) mit und ohne Beteiligung von Caspasen. In anderen Quellen werden auch immunomodulatorische und anti-angiogenetische Wirkungsmechanismen beschrieben.
Die vom Hersteller betonte selektive Wirksamkeit von Ukrain gegen Tumorzellen unter Vermeidung von Schäden an gesunden Zellen konnte von einer unabhängigen Arbeitsgruppe nicht reproduziert werden.

### Toxizität
Bei Studien an Mäusen und Ratten im Jahr 1992 erzeugte Ukrain bei oraler, intravenöser und intraperitonealer Gabe Störungen der Augen, Zittern und Zuckungen sowie ein vermindertes Größenwachstum. Die LD50-Werte lagen im Bereich zwischen 190 mg/kg (Maus, intraperitoneal) und 1.000 mg/kg (Ratte, oral).

### Klinische Wirkungen
Es liegen nur wenige kontrollierte Studien vor. Die Autoren einer Literaturübersicht stellten fest, dass alle verfügbaren Studien schwerwiegende methodische Mängel aufweisen. Sie schlussfolgerten, dass weitere, methodisch gute Studien durchgeführt werden müssten, bevor eine Nutzen-Risiko-Bewertung vorgenommen werden könne.
Besondere Bedeutung erhielt eine an der Universität Ulm durchgeführte Studie, in der die mit Ukrain und einem Zytostatikum behandelten Patienten nahezu doppelt so lange überlebt haben sollen als jene, die nur das Zytostatikum erhalten hatten (siehe Kontroverse).
Mögliche Nebenwirkungen sind Fieber und möglicherweise Leberentzündung (Hepatitis), da diese Erkrankung nach Einnahme anderer Schöllkrautpräparate beschrieben wurde.

## Sonstige Informationen

### Entwicklungsgeschichte
Ukrain soll 1978 entwickelt worden sein und seither in Wien und in den Niederlanden hergestellt werden. Der Erfinder, der Chemiker Wassil Jaroslaw Nowicky, benannte es nach seinem Geburtsland. 1987 wurde es erstmals in der zugänglichen Literatur beschrieben.
Ein 1986 gestellter Zulassungsantrag für Österreich wurde 1995 abschlägig beschieden, da Produktqualität, Inhaltsanalysen, Wirksamkeits-, Toxizitäts- und Haltbarkeitsprüfungen, klinische Prüfungen, galenische Zubereitung, Kennzeichnung und Gebrauchsinformationen von Ukrain nicht den arzneimittelrechtlichen Vorgaben entsprechen.
Nach Herstellerangaben soll Ukrain in der Ukraine, in Mexiko und in den Vereinigten Arabischen Emiraten als Arzneimittel zugelassen sein. Die Zulassung in der Ukraine ruht seit November 2011.
Ukrain wurde 2003 in den USA und 2004 in Australien der Status als möglicher Entwicklungskandidat für seltene Krankheiten (Orphan-Arzneimittel) zuerkannt. Eine solche Registrierung stellt keine Zulassung als Arzneimittel dar. Eine entsprechende Einstufung für die EU wurde von der Europäischen Kommission Ende 2007 abgelehnt, die gegen diese Ablehnung erhobene Klage von Nowicky wurde vom EuGH in allen Punkten abgewiesen.

### Wirksamkeitsbewertung
Die Studiengruppe Methoden mit unbewiesener Wirksamkeit in der Onkologie der Krebsliga Schweiz schrieb 1995, dass keine Beweise für die Wirksamkeit von Ukrain gegen Krebs vorlägen. Von der Anwendung in der Krebstherapie rät die Gruppe ab. Die Arzneimittelkommission der deutschen Ärzteschaft, die Deutsche Krebsgesellschaft e. V., und das Bundesinstitut für Arzneimittel und Medizinprodukte (BfArM) kamen 2001 zum gleichen Ergebnis.
Die Schweizerische Studiengruppe für Komplementäre und Alternative Methoden bei Krebs (SKAK) veröffentlichte 2006 eine ausführliche Würdigung von Ukrain und kam zu der Schlussfolgerung, dass aussagekräftige Studien zur Wirksamkeit von Ukrain noch ausstehen.
Die Kosten für eine Behandlung werden von den Krankenkassen nicht übernommen. Auch Beamte erhalten keine Beihilfe bei der Behandlung mit Ukrain. Auf dem grauen Arzneimittelmarkt betragen die Behandlungskosten ca. 3.000 Euro pro Woche.

### Kontroverse
Das BfArM warf Hans G. Beger, dem einstigen Direktor der Abteilung für Allgemeine Chirurgie am Universitätsklinikum Ulm, Wissenschaftsmanipulation in schwerem Fall vor. Das deutsche Bundesgesundheitsministerium beauftragte das BfArM, Studien zu Ukrain zu untersuchen. Das BfArM stellte in zwei Arbeiten Begers „14 kritische und 8 schwerwiegende Mängel“ fest. Mehrere Forscher hätten Daten „gezielt zugunsten einer Überlegenheit des Ukrain“ beeinflusst. Der Hersteller habe erhebliche Sach- und Drittmittel geliefert. Beger bestritt, dass er im Gesellschaftsmagazin Mona Lisa für Ukrain eine „lebensverlängernde Wirkung“ bescheinigt habe.
Die Glaubwürdigkeit der Studie aus dem Jahre 2002 war jedoch schon früher in Zweifel gezogen worden.

### Rechtliche Folgen
Im Zusammenhang mit Ukrain wurden im September 2012 in Wien Hausdurchsuchungen durchgeführt, mehrere Personen, darunter der Geschäftsführer von Nowicky Pharma, festgenommen und 200.000 Ampullen Ukrain beschlagnahmt. Der Vorwurf lautete auf schweren gewerbsmäßigen Betrug. Es gilt die Unschuldsvermutung.
Im Zusammenhang mit einem Schadenersatzverfahren wurde bekannt, dass z. T. Wunderheilungen versprochen werden. Einem Patienten aus der Nähe von Münster war vom Betreiber einer Privatklinik versprochen worden, „daß sich fast alle Patienten auf Grund der Behandlung mit diesem Medikament erstaunlich gut erholten“. Der Patient litt an einer fortgeschrittenen Tumorerkrankung mit Metastasen in Leber und Lunge. Er verstarb wenige Monate nach der Gabe von Ukrain. Die Honorarforderung der Privatklinik in Höhe von 16.500 Euro wurde vom Oberlandesgericht Hamm abgewiesen.
Am 27. Jänner 2015 startete am Wiener Landesgericht die Verhandlung zur Anklage wegen schweren gewerbsmäßigen Betrugs gegen den Chemiker aus der Ukraine. Gemäß Anklage habe er Ampullen auf ein späteres Haltbarkeitsdatum umetikettiert. Wegen untergeordneter Mitwirkung mitangeklagt sind seine Ex-Frau und seine Sekretärin. Am 23. Mai 2016 wurde der angeklagte Chemiker von einem Schöffengericht in Wien zu unbedingter Haft im Ausmaß von 3 ½ Jahren verurteilt.

### Trivia
Der Erfinder von Ukrain und Inhaber der Herstellerfirma, Wassil Nowicky, führt die Tatsache, dass die Zulassung für Ukrain noch aussteht, auf eine Verschwörung zurück. Er hat zahlreiche Klagen und Beschwerden eingelegt. Er behauptet, der israelische Geheimdienst Mossad habe im Jahre 1996 versucht, ihn ermorden zu lassen, und 2004 sei er u. a. bei der Vergabe des Nobelpreises für Chemie zugunsten von israelischen Wissenschaftlern übergangen worden. Am 4. September 2012 wurden in Österreich mehrere Personen im Zusammenhang mit dem Vertrieb des nicht zugelassenen Medikaments verhaftet.